# Kristinebergsgruvan

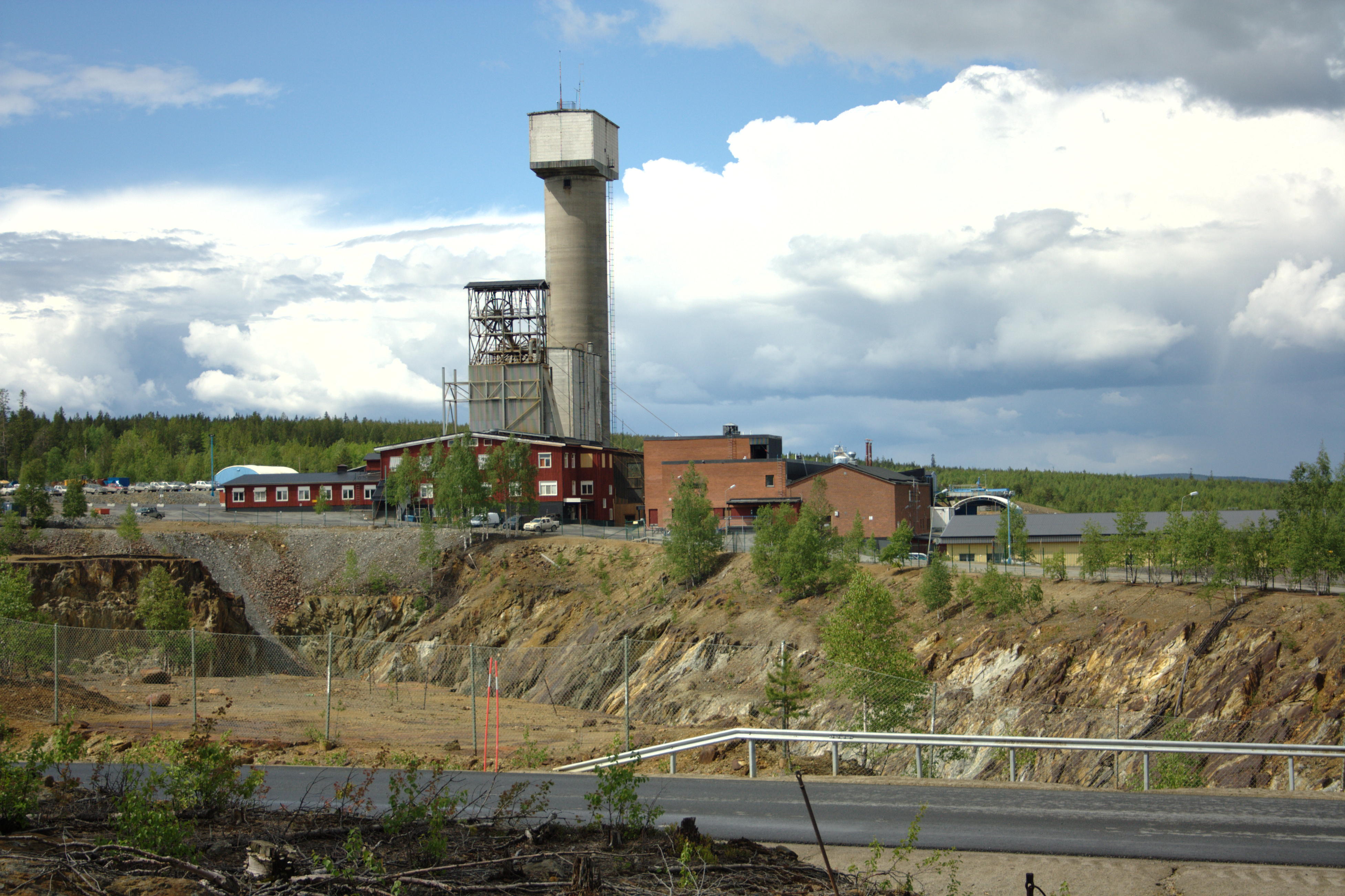
Kristinebergsgruvan i juni 2012

Kristinebergsgruvan ligger vid Kristineberg i Lycksele kommun i Västerbottens län, väster om Skellefteå. Den är en av gruvföretaget Boliden AB:s gruvor. I gruvan ligger Sankta Anna Underjordskyrka.
I Kristinebergsgruvan finns det zinkblände, kopparkis, blyglans, guld och silver.  Malmen från denna gruva transporteras med lastbil till Bolidens anrikningsverk i Boliden, för att när malmen är anrikad transporteras till Rönnskärsverken. Där utvinns förutom zink och koppar även silver och guld. Kristineberg är en underjordsgruva med en brytning på närmare 1500 meters djup.
Gruvan öppnades 1940 och det byggdes ett anrikningsverk för gruvan och de omkringliggande gruvorna  Rävliden, Rävlidmyran, Kimheden och Hornträsk.  Sligen transporterades på linbanan Kristineberg-Boliden från 1943 till 1987. Anrikningen upphörde 1991.